# Miłoradz (osada)
Miłoradz – osada w Polsce, położona w województwie pomorskim, w powiecie malborskim, w gminie Miłoradz.